# Diego de Narbona
Diego de Narbona (Toledo, 1605 – 1650) è stato un giurista spagnolo.

Annales tractatus iuris, 1669 (Fondazione Mansutti, Milano).

Fu professore di diritto civile e canonico, lavorando anche alla corte del papa come consigliere del tribunale dell'Inquisizione. Nel suo De aetate ad omnes humanos actus requisita, pubblicato per la prima volta nel 1642, comprende numerosi casi giuridici legati alle fasi della vita, dalla minore età alla vecchiaia, molto spesso trattando temi legati alla filosofia. Un esemplare dell'edizione romana del 1669 è conservato presso la Fondazione Mansutti di Milano.